# Aplanda
Aplanda (gr. Απλάντα) – wieś w Republice Cypryjskiej, w dystrykcie Larnaka. W 2011 roku liczyła 6 mieszkańców.